# Coatit
Coatit, anche detta Qua'atit o Quatit, è una città dell'Eritrea, parte della Regione del Sud e situata a circa 100 chilometri dalla capitale Asmara, vicino al confine con l'Etiopia.
Tra il 13 e il 14 gennaio 1895, nell'ambito dei più vasti eventi della guerra d'Eritrea, la città fu teatro di una battaglia tra le forze del Regno d'Italia e quelle della Regione dei Tigrè, vinta dalle prime.